# August von Heyden

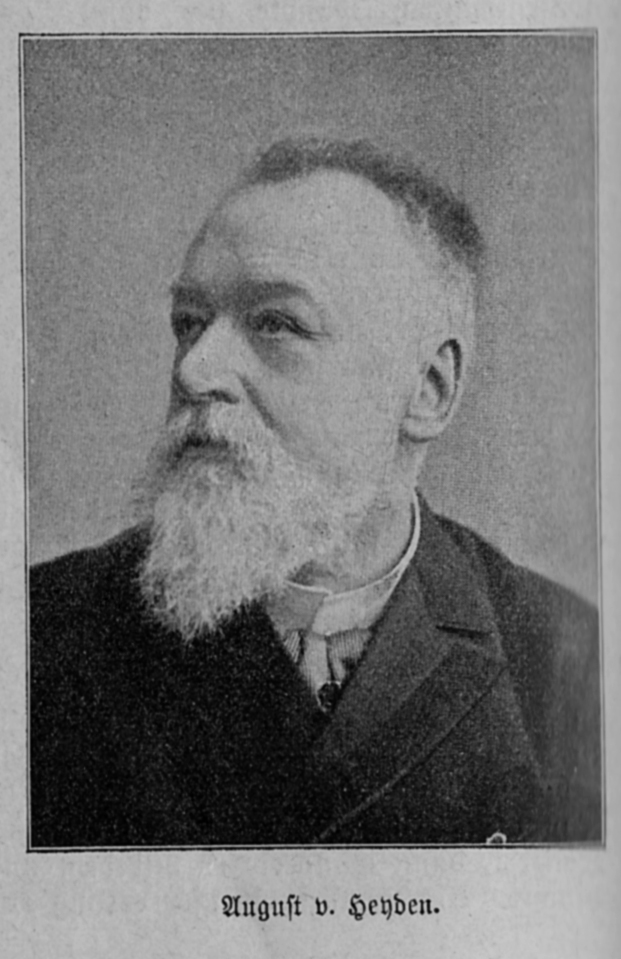
August von Heyden

August Jakob Theodor von Heyden-Nerfken (* 13. Juni 1827 in Breslau; † 1. Juni 1897 in Berlin) war ein deutscher Historienmaler und Dichter sowie Hochschullehrer für Kostümgeschichte, der zeitweise Mitglied im preußischen Staatsrat war.

## Herkunft
August von Heyden war ein Spross der ostpreußischen Adelsfamilie Heyden-Nerfken; seine Eltern waren der Schriftsteller Oberregierungsrat Friedrich von Heyden (* 3. September 1789; † 5. November 1851) und dessen Ehefrau Friederike von Heyden geb. von Hippel (1807–1865). Sein jüngerer Bruder war der Chemiker Friedrich von Heyden (1838–1926).

## Leben
August von Heyden sollte auf Wunsch seiner Familie keine brotlose Kunst erlernen, deshalb schlug er nach seinem Studium der Bergbaukunde in Breslau und Berlin zunächst den Berufsweg des Bergingenieurs ein. Im Jahr 1859 verließ der künstlerisch ambitionierte Autodidakt die materielle Deckung seines Berufs als Generalbevollmächtigter und Leiter der Bergwerke des Fürsten Hugo zu Hohenlohe-Öhringen auf Ujest und ging an die Berliner Kunstakademie, wo er im Atelier von Carl Steffeck (1818–1890) aufgenommen wurde. Mit seinem Kunststudium verwirklichte er sich seinen Lebenstraum. Zwischen 1861 und 1863 lebte und arbeitete Heyden in Paris. In dieser Zeit wurde er für die Darstellung der Schutzheiligen der Bergleute, der Heiligen Barbara, in der katholischen Pfarrkirche St. Marien in Dudweiler im Jahr 1863 mit der Goldenen Medaille der Pariser Kunstakademie ausgezeichnet.
August von Heyden war Mitglied der 1874 gegründeten Direktion des Märkischen Provinzial-Museums in Berlin. Im Jahr 1882 erhielt er eine Professur an der Berliner Kunstakademie und gehörte seit 1890 dem preußischen Staatsrat an. 1893 beendete Heyden seine Lehrtätigkeit in Berlin.
In seinen Dichtungen wählte Heyden vielfach bergmännische Themen. Bekannt sind auch seine Karikaturen, auf denen er seinen Freund Theodor Fontane darstellte. Er gestaltete auch den Vorhang der Oper in Berlin und die Ausmalung des Großen Saals im Gerichtsgebäude in Posen.

## Familie
Von Heyden heiratete am 25. September 1854 in Breslau Josephine Wilhelmine Justine von Weigel (* 16. Juni 1834; † 11. März 1901). Das Paar hatte mehrere Kinder:
- Justine Friederike Emilie (* 28. März 1855) ⚭ 1882 Jaroslaw Springer († 13. August 1915, gefallen beim Sturm auf Modlin)
- Friedrich Karl August Jakob (* 21. Dezember 1856; † 6. Juni 1920)
- Friedrich Karl Jakob Heinrich Kurt (* 28. Februar 1858; † 7. Mai 1902), Rittmeister a. D. ⚭ 1886 Theodora Hummel (* 4. September 1865)
- Friedrich Karl Jakob Walther (* 27. Juni 1859; † 10. November 1904) ⚭ 1894 Pauline Luise Wilhelmine Helene von Livonius (* 5. September 1867)
- Friedrich Karl Jakob Hubert (* 13. September 1860; † 20. Januar 1911), Maler

## Werke
- 1862: Gemälde Heilige Barbara als Schutzpatronin der Bergleute in der katholischen Pfarrkirche St. Marien in Dudweiler
- Gemälde Luther und Frundsberg zu Worms im Germanischen Nationalmuseum in Nürnberg
- Gemälde Vor der Schloßkirche zu Wittenberg am 31. October 1517
- 1870: Gemälde Walküren reiten über das Schlachtfeld
- 1876: Kupferstich Canossagang
- um 1865: Zeichnung Juifs Polonais
- Gemälde Die Taufe
- Aus der Teufe (Bergmannsmärchen) (Mikrofiche-Ausgabe, Berlin 1989–1990, ISBN 3-628-41316-8)
- Die Perlen (Bergmannsmärchen)
- Blätter für Costümkunde. Verlag Franz Lipperheide, Berlin 1874–1891.
- Die Tracht der Kulturvölker Europas. Vom Zeitalter Homers bis zum Beginne des XIX. Jahrhunderts. 1898. (Reprint 1995, ISBN 3-8262-0800-5)
- Ein Jahrhundert der Mode 1796–1896. Trachtenpavillon der Berliner Gewerbe-Ausstellung. Bacher, Berlin 1896. (Digitalisat)